# Distoneura marmorata
Distoneura marmorata är en fjärilsart som beskrevs av W. Warren 1895. Distoneura marmorata ingår i släktet Distoneura och familjen mätare. Inga underarter finns listade i Catalogue of Life.